# Sóstói-erdő
Sóstói-erdő este o arie protejată (arie specială de conservare — SAC, sit de importanță comunitară — SCI) din Ungaria întinsă pe o suprafață de 280,41 ha, integral pe uscat.

## Localizare
Centrul sitului Sóstói-erdő este situat la coordonatele 47°59′29″N 21°43′11″E / 47.991389°N 21.719722°E.

## Înființare
Situl Sóstói-erdő a fost declarat sit de importanță comunitară în mai 2004 pentru a proteja 1 specie de plante și 5 specii de animale. Situl a fost protejat și ca arie specială de conservare în februarie 2010.

## Biodiversitate
Situată în ecoregiunea panonică, aria protejată conține 1 habitat natural: Păduri stepice euro-siberiene cu Quercus spp..
La baza desemnării sitului se află mai multe specii protejate:
- plante (1): Iris aphylla subsp. hungarica
- amfibieni (1): buhai de baltă cu burta roșie (Bombina bombina)
- nevertebrate (3): croitorul mare al stejarului (Cerambyx cerdo), Cucujus cinnaberinus, rădașcă (Lucanus cervus)
- reptile (1): țestoasa de baltă (Emys orbicularis)

Pe lângă speciile protejate, pe teritoriul sitului au mai fost identificate 11 specii de plante, 1 specie de păsări, 3 specii de nevertebrate, 2 specii de pești.